# Virginia Bolten
Virginia Bolten (ur. 1870 w San Luis lub San Juan, zm. 1960 w Montevideo) – argentyńska dziennikarka, mówczyni oraz związkowa, anarchistyczna i feministyczna działaczka pochodzenia niemieckiego. Uważana jest za pionierkę walki o prawa kobiet w Argentynie. W 1902 została deportowana do Urugwaju, gdzie przebywała do śmierci.

## Życiorys
Urodziła się w 1870 w San Luis lub San Juan. Jej ojcem był niemiecki imigrant, który pracował jako uliczny sprzedawca. Dzieciństwo spędziła w San Juan, prowincji Argentyny, a gdy miała 14 lat, przeniosła się do Rosario. Po osiągnięciu dorosłości pracowała jako szewc i pracownik cukrowni. Pracując jako szewc poznała Juana Marqueza, organizatora związku obuwniczego, którego później poślubiła. Istotne znaczenie w jej wprowadzeniu do środowisk anarchistycznych miała znajomość z Pietro Gorim.  Po wielu latach działalności w ruchach feministycznych, anarchistycznych i robotniczych została deportowana do Urugwaju na mocy prawa pobytu w 1902.

### Aktywizm
W 1888 Bolten została jedną z publicystek w „El Obrero Panadero de Rosario”, jednej z pierwszych anarchistycznych gazet w Argentynie. W 1889 zorganizowała demonstrację szwaczek, a następnie strajk w Rosario, prawdopodobnie pierwszy strajk robotnic w Argentynie.
W 1890 Virginia Bolten, Romulo Ovidi oraz Francisco Berri byli głównymi organizatorami pierwszych demonstracji pierwszomajowych. Inni redaktorzy „El Obrero Panadero de Rosario” odegrali równie ważną rolę w organizacji demonstracji. 30 kwietnia 1890 (dzień przed demonstracjami) została zatrzymana i przesłuchana przez lokalną policję za rozprowadzanie ulotek poza głównymi fabrykami w okolicy. Podczas demonstracji pierwszomajowych przewodziła grupie tysięcy robotników maszerujących na Plaza Lopez, w owym czasie na obrzeżach Rosario. Przez cały marsz nosiła czerwoną flagę, na której napisano: „Pierwszy maja - Powszechna Wspólnota - Pracownicy z Rosario przestrzegają postanowień Międzynarodowego Komitetu Robotniczego w Paryżu” (hipsz. „Primero de Mayo - Fraternidad Universal; Los trabajadores de Rosario cumplimos las disposiciones del Comité Obrero Internacional de París”).
Po deportacji do Urugwaju kontynuowała swoją działalność w Montevideo, stolicy Urugwaju.

#### „La Voz de la Mujer”
Bolten jest prawdopodobnie odpowiedzialny za publikację gazety „La Voz de la Mujer”, która ukazała się dziewięć razy w Rosario w okresie od 8 stycznia 1896 do 1 stycznia 1897 i została wznowiona na krótko w 1901. Podobna gazeta o tej samej nazwie została podobno opublikowana później w Montevideo, co sugeruje, że Bolten również mogła ją założyć i pracować jako jej redaktorka.

#### „La Nueva Senda”
W Urugwaju Bolten kontynuowała swój aktywizm, publikując gazetę „La Nueva Senda” od 1909 do 1910.

#### Inne publikacje
Opublikowała wiele artykułów w anarchokomunistycznych czasopismach i gazetach, z których najbardziej znanymi były „La Protesta” czy „La Protesta Humana”.

## Upamiętnienie

### Park
Na jej cześć nazwano park w Puerto Madero, dzielnicy Buenos Aires

### Film
W 2007 władze prowincji San Luis w Argentynie zdecydowały się sfinansować film poświęcony Virginii Bolten. Film skupia się głównie na życiu Bolten, anarchistycznym feminizmie i warunkach społecznych, które doprowadziły do powstania „La Voz de la Mujer”. Film nosi tytuł Ni dios, ni patrón, ni marido (pol. Ani Boga, ani pana, ani męża), reżyserką była Laura Mañá, a Virginię Bolten zagrała Julieta Díaz.